# Võ Sĩ Thừa
Võ Sĩ Thừa hay Võ Sỹ Thừa (1 tháng 5 năm 1929 – 17 tháng 7 năm 2005) là một nghệ nhân tuồng Việt Nam, nguyên giám đốc Nhà hát tuồng Đào Tấn, Đại biểu Quốc hội Việt Nam khóa 7. Ông từng là nghệ sĩ tuồng của Đoàn Tuồng Trung Ương, Đoàn Tuồng Liên khu 5, và Nhà hát Tuồng Đào Tấn.
Võ Sĩ Thừa được xem là một trong những "cánh chim đầu đàn" của ngành tuồng Việt Nam, là người đã mang các vở tuồng Việt cổ đến các nước phương Tây biểu diễn và đã gây được sự ảnh hưởng nhất định ở Tây Âu về nghệ thuật dân tộc Việt Nam. Năm 1988, ông được nhà nước phong tặng danh hiệu Nghệ sĩ nhân dân.

## Cuộc đời
Võ Sĩ Thừa sinh ngày 1 tháng 5 năm 1929 tại xã Cát Hanh, huyện Phù Cát, tỉnh Nghĩa Bình (nay là Bình Định) trong một gia đình làm tuồng và có nghề võ. Chú ruột của ông, tức Bầu Bảy, vừa là diễn viên vừa là bầu gánh, chỉ có cha ông theo nghiệp học hành và làm nghề khác. Từ nhỏ ông đã bắt đầu học võ và tuồng. Sau một thời gian theo học với chú ruột, ông tiếp tục theo Bầu Thơm, một danh ca ở Bình Định, để học những vai tuồng và các tuyệt kỹ. Sau Bầu Thơm, ông xin làm con nuôi Bầu Lục để học những vai diễn như Tướng Phiên, kép rằng, kép xéo. Từ năm 20 tuổi, ông đã bắt đầu nổi danh với "Thừa Phủ Ly".
Năm 1954, ông tập kết ra Bắc và được theo học nhiều nghệ sĩ bậc thầy theo dòng tuồng đất Quảng như Nguyễn Nho Túy, Nguyễn Lai. Ông được xem là một trong những người học trò xuất sắc nhất của Nghệ sĩ nhân dân Nguyễn Nho Túy. Sau khi trở thành kép chính của Đoàn tuồng Liên khu 5, Võ Sĩ Thừa được phân công làm Đội trưởng Đội tuồng thuộc Đoàn ca kịch dân tộc và được điều vào miền Nam phục vụ. Tháng 11 năm 1965, ông lên đường vào chiến trường miền Nam. Tuy nhiên, ông và đồng đội bị Quân đội Hoa Kỳ vây bắt ngay tại Bình Định. Trong 7 năm, ông bị luân chuyển qua nhiều nhà tù như nhà lao Quy Nhơn, nhà lao Pleiku, nhà tù Phú Quốc. Ngay trong hoàn cảnh ngục tù, không chỉ tiếp tục diễn những vở tuồng như Trần Bình Trọng, Trần Quốc Toản, Gan bất khuất, Võ Sĩ Thừa còn làm thơ và viết ra kịch bản của các vở tuồng Ngục lửa, Con chó vên.
Tháng 7 năm 1973, sau khi Hiệp định Paris được ký, Võ Sĩ Thừa được trả lại tự do và trở về hoạt động tại sân khấu tuồng Liên khu 5. Sau khi Việt Nam tái thống nhất vào năm 1975, ông trở về quê hương và đảm nhiệm Giám đốc Nhà hát Tuồng Đào Tấn. Vào cuối năm 1982, ông đã trở thành người đầu tiên đưa tuồng phối hợp với cải lương Nam Bộ sang trình diễn ở Pháp, Đức, Thụy Sĩ và đã gây được ảnh hưởng rất lớn ở Tây Âu về nghệ thuật dân tộc Việt Nam.
Những vai diễn xuất sắc của Võ Sỹ Thừa có thể kể đến Tôn Quyền, Kim Hùng, Cao Hoài Đức, Bao Công, Đào Phi Phụng, Quan Công, vua Trụ, Quang Trung. Đặc biệt, ông còn vào vai Chủ tịch Hồ Chí Minh trong vở tuồng Sáng mãi niềm tin. Đây là lần đầu tiên hình tượng Hồ Chủ tịch được đưa lên sân khấu tuồng. Việc đưa hình tượng Hồ Chí Minh lên sân khấu tuồng là một việc hiếm có, Võ Sỹ Thừa không chỉ thành công với vai diễn mà vở tuồng còn giành được 6 Huy chương vàng tại các hội diễn. Ông được nhà nước phong tặng danh hiệu Nghệ sĩ ưu tú vào năm 1983 và Nghệ sĩ nhân dân vào năm 1988.
Tuy nhiên, vì thời gian dài chịu tra tấn trong tù, sức khỏe của ông suy sụp rất nhanh, từ hai chân bị liệt rồi đến bệnh ung thư. Ngày 17 tháng 7 năm 2005, ông qua đời, thọ 76 tuổi.

## Gia đình
Vợ Võ Sĩ Thừa là Nghệ sĩ ưu tú Đinh Bích Hải (hay Đinh Thị Bích Hải), một nghệ sĩ ca kịch bài chòi. Nghệ sĩ Bích Hải sinh ra trong một gia đình có truyền thống nghệ thuật, 3 người anh em trai của bà lần lượt là Nghệ sĩ nhân dân Đinh Quả (tuồng), Nghệ sĩ ưu tú Đinh Thái Sơn (ca kịch bài chòi) và Đinh Cao Dũng – nguyên nhạc công của Đoàn tuồng Đào Tấn.
Con gái của Võ Sĩ Thừa là Nghệ sĩ ưu tú Võ Tuyết Mai (hay Võ Thị Tuyết Mai), về sau kết hôn với Nghệ sĩ nhân dân Nguyễn Xuân Hợi, cả hai vợ chồng đều là nghệ sĩ tuồng. Võ Tuyết Mai qua đời năm 2022 và được truy tặng danh hiệu Nghệ sĩ nhân dân năm 2023.